# Криницына, Алла Евгеньевна
А́лла Евге́ньевна Крини́цына (род. 23 апреля 1956, Кишинёв, Молдавская ССР, СССР) — советский и российский кинорежиссёр и сценарист.

## Биография
Родилась в Кишинёве 23 апреля 1956 года в семье кинематографистов: мать — народная артистка Украины Маргарита Криницына (прославившаяся исполнением роли Прони Прокоповны в кинокомедии «За двумя зайцами», 1961 год), отец — известный кинодраматург Евгений Оноприенко (один из авторов сценария фильма «В бой идут одни старики»).
В 1981 году закончила Киевский театральный институт имени Карпенко-Карого по специальности «киновед-кинокритик».

## Фильмография

### Режиссёр
- 2007 — Родина или смерть

### Сценарист
- 1986 — Мы веселы, счастливы, талантливы!
- 1988 — Поджигатели
- 1991 — 1000 долларов в одну сторону
- 1992 — Осколок «Челленджера»
- 1993 — Я виноват
- 1994 — Подмосковные вечера (адаптация)
- 1998 — Цветы от победителей
- 1999 — Я виноват 2
- 2001 — Шатун
- 2002 — Спартак и Калашников
- 2002 — Кавказская рулетка
- 2002 — Свободная женщина
- 2002 — Крёстный сын
- 2004 — Четыре таксиста и собака
- 2005 — Внимание, говорит Москва!
- 2006 — Четыре таксиста и собака 2
- 2007 — Родина или смерть
- 2007 — Особенности национальной подлёдной ловли, или Отрыв по полной
- 2008 — Взрослая жизнь девчонки Полины Субботиной
- 2012 — Лист ожидания
- 2012 — Ангелы войны
- 2013 — Путёвка в жизнь
- 2014 — Хорошие руки
- 2018 — Операция «Сатана»

### Актриса
- 2019 — Скажи что-нибудь хорошее — Нина
- 2019 — Дипломат — Сиротина, служащая ЗАГСа
- 2018 — Операция «Сатана» — Глазкова, тренер
- 2018 — Ланцет — Котова

## Призы и награды
- Неоднократный призёр профессиональных конкурсов кинодраматургов.
- Участник 1-го фестиваля российских сценаристов в США (фильм «Поджигатели», отобран американской стороной).
- Обладатель 1-й премии Госкино и Гильдии продюсеров за «Лучший семейный фильм» «Спартак и Калашников» с последующим полным финансированием.
- Обладатель Третьей премии в конкурсе «Мелодрама», сценарий «Сердечко».
- Обладатель Второй премии Госкино и Гильдии кинодраматургов по теме «Наш современник» — сценарий «Четыре таксиста и собака».
- Кинопремия «Золотой орёл» (номинант в номинации «Лучший сценарий», 2003) — за сценарий «Спартак и Калашников».
- Премия ФСБ России (номинация «Кино- и телефильмы», поощрительный диплом, 2008) — за художественный фильм «Родина или смерть».